# Scutellaria longituba
Scutellaria longituba là một loài thực vật có hoa trong họ Hoa môi. Loài này được Koidz. miêu tả khoa học đầu tiên năm 1918.